# Sun Kwok
Dans ce nom chinois, le nom de famille, Sun, précède le nom personnel.
Pour les articles homonymes, voir Sun.
Sun Kwok (郭新) est un astronome originaire de Hong Kong qui s'est spécialisé dans l'étude des nébuleuses planétaires. En 1978, il propose que la création de nébuleuse planétaire se produit par un effet « chasse-neige » des vents solaires et de l'exposition du noyau. Cette théorie d'interaction des vents est devenu le modèle le plus standard dans la formation de nébuleuses planétaires. Ces recherches ont mené à une compréhension plus complète de la dynamique d'évolution des nébuleuses planétaires, ainsi que leur différente morphologie. Il est présentement Doyen de la Faculté de sciences de l'Université de Hong Kong.

## Cheminement et postes professionnels
Né à Hong Kong, Sun Kwok a étudié à l'école secondaire Pui Ching à Kowloon. Il a occupé ou occupe encore différents postes au sein de la communauté scientifique.
- Professeur de la chaire de Physique et Doyen des sciences de l'Université de Hong Kong (2006-présent)
- Professeur de la Faculté, Université de Calgary (2005-2012)
- Membre, Association américaine pour l'avancement des sciences (2012-)
- Membre distingué et Directeur, Institut d'astronomie et d'astrophysique, Academia Sinica, Taïwan (2003-2005)
- Professeur, Université de Calgary (1983-2005)
- Membre, Conseil Canadien Killam (2000-2002)
- Membre occasionnel, JILA (1989-1990)
- Vice-Président, IAU Div VI Matière Interstellaire (2009-2012)
- Président, IAU Commission 34, Matière Interstellaire (2012-)
- Vice-Président, IAU Commission 51, Astrobiologie (2012-)
- Président, IAU Groupe de travail sur les nébuleuses planétaires (Division VI) (1994-2001)
- Enquêteur Principal (Astronomie), Participation Canadienne de la Mission Odin

## Recherches
Les recherches de Kwok sont principalement axées sur la chimie interstellaire et l'évolution stellaire. Il est reconnu pour ses théories sur l'origine des nébuleuses planétaires, ce qui a permis de mieux comprendre la mort des étoiles comme notre Soleil. Ses plus récents accomplissements incluent la découverte de protonébuleuses planétaires et la découverte de liens manquant dans notre compréhension des stages finaux de l'évolution stellaire. En utilisant des télescopes spatiaux à infrarouge, il a découvert que des composés organiques aromatiques et aliphatiques peuvent être synthétisés rapidement durant les dernières phases de développement d'une étoile. Ces composés sont reconnus pour se répandre rapidement dans toute la galaxie, et il est pensé qu'ils jouent un rôle dans l’enrichissement chimique de systèmes solaires jeunes.
Ses ouvrages récents sont :
- Stardust: Cosmic Seeds of Life (Springer 2013),
- Organic Matter in the Universe (Wiley 2011),
- Physics and Chemistry of the Interstellar Medium (University Science Books 2007),
- Cosmic Butterflies (Cambridge 2001),
- The Origin and Evolution of Planetary Nebulae (Cambridge 2000).